# Christiansborg Slotsplads
Christiansborg Slotsplads er en plads på Slotsholmen i København. Pladsen ligger mellem Christiansborg Slot, der blandt andet rummer Folketinget, og Slotsholmskanalen. Slotspladsen har en lang historie som brændpunkt for det politiske liv i Danmark og danner ofte ramme om politiske demonstrationer og manifestationer.
Midt på slotspladsen står Herman Wilhelm og Vilhelm Bissens rytterstatue af Kong Frederik 7., der i 1849 afgav sin magt til folkestyret og gav grundloven til danskerne.
Under slotspladsen ligger en del af ruinerne af Absalons borg og Københavns Slot.

## Historie
Den 18. oktober 1660 blev overgangen fra valgkongedømme til arvekongedømme markeret med en ceremoni på slotspladsen foran Københavns Slot, hvor Frederik 3. modtog arvehyldningen på en tribune foran Børsen.
17. januar 1772, dagen efter kuppet mod Struensee, samlede der sig en ophidset menneskemængde på slotspladsen, og de nye magthavere Enkedronning Juliane Marie og Arveprins Frederik viste sig på Christiansborgs balkon sammen med Christian 7., så mængden kunne se, at kongen var i live. Senere samme dag kørte Christian 7. og arveprinsen i glaskaret gennem den jublende menneskemængde på slotspladsen.
Efter Københavns brand i 1795 fik en stor del af byens husvilde borgere bolig i en midlertidig baraklejr kaldet Frederikskoloni på slotspladsen.
21. marts 1848 gik et folketog fra Gammeltorv til Christiansborg Slotsplads og krævede afskaffelse af enevælden. Da Frederik 7. indvilligede, var der dagen efter en ny og større demonstration på slotspladsen, der fejrede enevældens fald med en hyldest til kongen.
Efter indførelsen af folkestyret har slotspladsen utallige gange dannet ramme om større og mindre politiske demonstrationer, ligesom den siden 19. oktober 2001 har været hjemsted for FredsVagten ved Christiansborg.

## Renovering i 2011-2019
Folketinget og Slots- og Kulturstyrelsen besluttede i 2011 at biler fysisk skulle forhindres adgang til slotspladsen. Baggrunden var terrorangrebene i Norge 22. juli 2011 hvor der var parkeret en bil med sprængstoffer foran regeringsbygningen i Oslo. I 2013 var det gennemført ved at der var anbragt stålpullerter og rå granitsten i en halvcirkel rundt om slotspladsen.
Folketinget ønskede en mere permanent arkitektonisk løsning, og besluttede en større renovering af pladsen. Der blev opstillet 85 granitkugler i en bue rundt om slotspladsen, placeret på stålpullerter så de ikke kan trilles væk. Kuglerne er fremstillet af lys bornholmsk moseløkkegranit. Materialet blev valgt fordi det også bruges på Christiansborgs facade og rytterstatuens base. Hver kugle vejer 1,7 tons. To steder er der i rækken af sten placeret sænkbare pullerter så biler med lovligt ærinde på pladsen har mulighed for at komme ind.
Desuden blev pladsen brolagt med brosten, og der blev plantet 12 nye træer langs Slotsholmskanalen til erstatning for 10 træer som tidligere havde stået på pladsen og i Slotsholmsgade. 30. januar 2019 blev den renoverede slotsplads officielt indviet.